# 廣中雅之
廣中 雅之（ひろなか　まさゆき、1955年5月 - ）は、日本の航空自衛官。最終階級は空将。山口県出身。
ジョンズ・ホプキンス大学高等国際問題研究大学院修士課程修了。一般財団法人アジア・パシフィック・イニシアティブ シニアフェロー。戦略国際問題研究所、スタンフォード大学国際安全保障研究所客員研究員を経て、大阪大学大学院招聘教授、政策研究大学院大学非常勤講師。

## 略歴
- 1979年（昭和54年）：防衛大学校卒業（本科23期）
- （時期不明）：第1高射群第1高射隊長
- 1999年（平成11年）7月：航空幕僚監部防衛課研究班長
- 2001年（平成13年）8月：第5航空団基地業務群司令
- 2003年（平成15年）12月：航空幕僚監部厚生課長
- 2005年（平成17年）1月：空将補昇任、航空自衛隊幹部学校副校長
- 2006年（平成18年）8月：中部航空警戒管制団司令
- 2008年（平成20年）8月：航空幕僚監部人事教育部長
- 2010年（平成22年）7月：統合幕僚監部運用部長
- 2011年（平成23年）8月：空将昇任、西部航空方面隊司令官
- 2012年（平成24年）7月：航空支援集団司令官
- 2013年（平成25年）8月：航空教育集団司令官
- 2014年（平成26年）8月5日：退官

## 著書
- 『軍人が政治家になってはいけない本当の理由 政軍関係を考える』文春新書 2017 ISBN 978-4166611447

## エピソード
- 福島第一原発事故の最中、自衛隊統合幕僚監部運用部長であった廣中雅之に対して、東京電力の代表取締役会長であった勝俣恒久は、「自衛隊に原子炉の管理を任せます」と切り出した。これに対して、廣中は、「そんなことができるわけがない」と切り返した（ETV特集「原発事故“最悪のシナリオ”～そのとき誰が命を懸けるのか～」（2021年3月10日））。